# Giovanni Nesi
 (juin 2025).
Giovanni Nesi ,né à Florence le 14 janvier 1456 et mort dans la même ville entre le 15 novembre et le 15 décembre 1506, est un philosophe florentin de la Renaissance.

## Biographie
Giovanni Nesi est né à Florence le 14 janvier 1456 de Francesco di Giovanni Nesi et Nera di Giovanni de la famille Spinelli.
Son père fut l'un des neuf priori en 1456 et 1476. La richesse de sa famille permit à Nesi de se consacrer aux lettres et en 1495 il rapporta au catasto qu'il n'avait pas à travailler.
Il fut disciple de Donato Acciaiuoli et de Marsile Ficin, et rejoignit l'Académie platonicienne. Il fut suffisamment important pour être inclus dans De illustratione Urbis Florentiae d'Ugolino Verino ; ce dernier lui a également dédié une épigramme, Ad Ioannem Nesium, quomodo a peccatis sit abstinendum.
Nesi devint un piagnone — un partisan de Jérôme Savonarole — et fut activement impliqué dans les Consulte e Pratiche florentines'.
Il a exercé deux mandats comme priore en mai-juin 1485 et en janvier-février 1503, et deux mandats comme l'un des huit « fonctionnaires » du Studio Fiorentino en 1497 et 1499. Du 11 juillet 1505 au 5 janvier 1506, il fut podestat de Prato, où il réforma les statuts locaux.
Nesi est mort à Florence entre le 15 novembre et le 15 décembre 1506 et fut enterré dans la  basilique Santa Croce de Florence.

## Oeuvre
Nesi était d'abord, comme son maître Acciaiuoli, un aristotélicien et un humaniste civique. Sous l'influence de Ficin, il se tourne progressivement vers le néoplatonisme et l'éloge des Médicis.
Après le retour de Savonarole à Florence en 1490, Nesi connut une conversion religieuse.

### Sermons
Entre 1472 et 1486, Nesi prêcha une série de sermons en langue vernaculaire toscane devant les Confraternités florentines,.
- Ioannis Nesii adulescentuli oratiuncula, prêché devant la Compagnie de Saint-Nicolas le 13 décembre 1472
- Oration du Corps du Christ, prêchée devant la Compagnie de Saint-Antoine-de-Padoue le 7 avril 1474[1]
- Oration de l'Eucharistie, prêchée devant la Compagnie de Saint-Antoine le 23 mars 1475[1]
- Oration sur l'humilté, prêchée devant la Confrérie de l'Humilité le 11 avril 1476[1]
- Sur la Charité, prêché devant la Confrérie de la Nativité le 25 février 1478[1],[4]
- De charitate, prêché devant la Confrérie des Mages le 23 mars 1486[1],[4]
- Passione di Cristo, année inconnue[1],[4]

### Livres
De moribus (1484) est un dialogue composé de quatre livres dédiés à Pierre II de Médicis. Il est conservé dans le manuscrit Plutei 77.24 à la Bibliothèque Laurentienne. Il s'agit d'une discussion imaginaire sur l' éthique à Nicomaque d'Aristote dans la maison de Donato Acciaiuoli en 1477. Les autres participants, outre Acciaiuoli, étaient Jacopo Salviati, Filippo Valori, Bernardo di Alamanno de' Medici et Antonio Lanfredini. Ils se préoccupent avant tout de bonne citoyenneté. Le quatrième livre prend une tournure néoplatonicienne. En 1503, Nesi révisa l'ouvrage pour le publier, le dédiant à la jeunesse de Florence. La version révisée se trouve dans le manuscrit 194 de la Burgerbibliothek de Berne, mais elle n'a jamais été publiée.
L'Oraculum de novo saeculo fut publié à Florence par Lorenzo Morgiani en 1497. Dédié à Giorgio Benigno Salviati en ébauche, l'ouvrage publié était dédié à Giovanfrancesco Pico della Mirandola. Nesi décrit une vision des choses à venir que l'oncle de Pico, Giovanni, expliqua ensuite comme révélant ce que Savonarole construisit à Florence.
Dans le Symbolum nesianum, Nesi explique au frère camaldule Paolo Orlandini les images qu'il a utilisées dans l' Oraculum,.
Nesi a écrit deux recueils de poèmes, Canzoniere (1497-1498) et le Poema in terza rima (1499) incomplet.

### Poèmes
Il a écrit un poème sur Léonard de Vinci dont il est contemporain.